# Marin (Haute-Savoie)
Marin település Franciaországban, Haute-Savoie megyében. Lakosainak száma 1921 fő (2022. január 1.). Marin Armoy, Champanges, Féternes, Publier és Thonon-les-Bains községekkel határos.

## Népesség
A település népességének változása:
| Lakosok száma | 1673 | 1727 | 1808 | 1789 | 1807 | 1842 | 1885 | 1902 | 1921 |
|               | 2013 | 2015 | 2016 | 2017 | 2018 | 2019 | 2020 | 2021 | 2022 |